# Liste der Baudenkmale in Ahlerstedt
In der Liste der Baudenkmale in Ahlerstedt  sind alle Baudenkmale der niedersächsischen Gemeinde Ahlerstedt aufgelistet. Die Quelle der  Baudenkmale ist der Denkmalatlas Niedersachsen. Der Stand der Liste ist der 5. November 2020.

## Allgemein
In den Spalten befinden sich folgende Informationen:
- Lage: die Adresse des Baudenkmales und die geographischen Koordinaten. Kartenansicht, um Koordinaten zu setzen. In der Kartenansicht sind Baudenkmale ohne Koordinaten mit einem roten Marker dargestellt und können in der Karte gesetzt werden. Baudenkmale ohne Bild sind mit einem blauen Marker gekennzeichnet, Baudenkmale mit Bild mit einem grünen Marker.
- Bezeichnung: Bezeichnung des Baudenkmales
- Beschreibung: die Beschreibung des Baudenkmales. Unter § 3 Abs. 2 NDSchG werden Einzeldenkmale und unter § 3 Abs. 3 NDSchG Gruppen baulicher Anlagen und deren Bestandteile ausgewiesen.
- ID: die Objekt-ID des Baudenkmales
- Bild: ein Bild des Baudenkmales, ggf. zusätzlich mit einem Link zu weiteren Fotos des Baudenkmals im Medienarchiv Wikimedia Commons. Wenn man auf das Kamerasymbol klickt, können Fotos zu Baudenkmalen aus dieser Liste hochgeladen werden:

## Ahlerstedt

### Einzelbaudenkmale
| Lage                                         | Bezeichnung              | Beschreibung | ID       | Bild |
| -------------------------------------------- | ------------------------ | --- | -------- | ---- |
| Stader Straße 35 53° 24′ 26″ N, 9° 27′ 14″ O | Kirche                   | Als Ersatz für einen baufälligen Vorgängerbau wurde 1863 bis 1865 die neue Kirche von Ahlerstedt errichtet, als Architekt war Edwin Oppler aus Hannover beauftragt worden. Der Neubau ist eine neogotische Saalkirche aus Backstein mit eingezogenem polygonalem 5/8-Chor und Westturm. Das Schiff besitzt ein ziegelgedecktes Satteldach, die Längswände sind durch Strebepfeiler und abgestufte Spitzbogenfenster gegliedert; Chor und Turm sind in Schiefer gedeckt. Die Dachkonstruktion des Schiffes ist als Hänge- und Sprengwerk ausgeführt, im Raum gibt es sichtbare Untergurtbögen, darauf sowie auf Zwischensparren liegt eine geknickte Holzdecke als oberer Raumabschluss; die Ausstattung ist einheitlich neogotisch, hierzu gehört ein neogotischer Flügelalter mit plastischer Kreuzigungsgruppe und bemalten Flügeln. | 30900765 |      |
| Großer Damm 15 53° 24′ 8″ N, 9° 27′ 25″ O    | Wohn-/Wirtschaftsgebäude | Zweiständerhaus aus Fachwerk mit Backsteinausfachung unter Satteldach in Falzpfannendeckung, vermutlich um 1850; im Norden Anbau eines Wohnhauses in Backstein mit um 90° veschwenktem First, Eindeckung ebenfalls mit Falzpfannen. Wohnteil mit historistischen Schmuckformen, Gesimse auf Putzstreifen, Putzrahmung der Fenster, rundbogige Eingangsnische an der Westfassade: hier ein Holzelement mit zweiflügeliger, reich profilierter, zeitgenössischer Hauseingangstür. Erbaut um 1900. | 30900729 |      |

## Bokel

### Einzelbaudenkmale
| Lage                                   | Bezeichnung | Beschreibung | ID       | Bild |
| -------------------------------------- | ----------- | --- | -------- | ---- |
| Chaussee 6 53° 22′ 41″ N, 9° 26′ 17″ O | Wohnhaus    | Zweigeschossiger Backsteinbau mit flachgeneigtem Satteldach, mit Schiefern gedeckt, siebenachsige Hauptfassade mit mittigem Eingang zur Straßenseite, zweistöckiger Verandaanbau an der Nordseite, erbaut 1870 als Wohnhaus des Müllers in Bokel. | 30900575 | BW   |

## Bockholt

### Gruppe: Hofanlage Bockholt 4
Die Gruppe „Hofanlage Bockholt 4“ hat die ID 30898124.

| Lage                                  | Bezeichnung  | Beschreibung                                                                                               | ID       | Bild |
| ------------------------------------- | ------------ | --- | -------- | ---- |
| Bockholt 4 53° 24′ 32″ N, 9° 26′ 8″ O | Wohnhaus     | Giebelständiger Fachwerkbau mit ziegelgedecktem Satteldach, ehem. Altenteiler von 1872.                    | 30900803 | BW   |
| Bockholt 5 53° 24′ 32″ N, 9° 26′ 7″ O | Nebengebäude | Massiver Backsteinbau mit Rundbogenfenstern. Erbaut als Nebengebäude vermutlich Ende des 19. Jahrhunderts. | 30900823 | BW   |

## Kakerbeck

### Einzelbaudenkmale
| Lage                                          | Bezeichnung     | Beschreibung | ID       | Bild |
| --------------------------------------------- | --------------- | --- | -------- | ---- |
| Neue Straße 21 53° 24′ 33″ N, 9° 26′ 9″ O     | Windmühlenrumpf | Rumpf eines Galerieholländers mit achteckigem Unterbau, rundem, leicht geböschtem Galeriegeschoss und darüberliegendem Hauptkörper, erbaut 1905, teilweise 1951 verändert. Das auf dem Bild abgebildete, links an der Mühle anschließende Nebengebäude ist mittlerweile abgetragen. | 30900671 |      |
| Neue Straße 14 53° 25′ 34″ N, 9° 25′ 43″ O    | Wohnhaus        | Traufständiger Fachwerkbau mit reetgedecktem Walmdach, erbaut um 1850, gänzlich zu Wohnzwecken umgebaut. | 30900652 | BW   |
| Alte Dorfstraße 1 53° 25′ 34″ N, 9° 25′ 44″ O | Gaststätte      | Backsteingebäude mit historistischen Elementen, reich verziert u. a. mit Lisenen, Gurt- und Ortgangsgesims, Fenstern mit Putzrahmen und prächtigem Mitteleingang an der Giebelseite mit stuckierten Säulen, errichtet um 1900.                                                      | 30900612 | BW   |
| Neue Straße 6 53° 25′ 33″ N, 9° 25′ 43″ O     | Wohnhaus        | Traufständiges Zweiständerhaus mit reetgedecktem Walmdach in Fachwerkbauweise, Anbau mit Pultdach, gänzlich zum Wohnzwecken umgebaut, errichtet um 1850. | 30900633 | BW   |

## Klethen

### Einzelbaudenkmale
| Lage                                     | Bezeichnung              | Beschreibung | ID       | Bild |
| ---------------------------------------- | ------------------------ | --- | -------- | ---- |
| Bergstraße 8 53° 23′ 42″ N, 9° 26′ 20″ O | Wohn-/Wirtschaftsgebäude | Giebelständiges Zweiständerhaus mit reetgedecktem Satteldach in Fachwerkbauweise, nach Süden mit Walm, gänzlich als Wohnhaus umgebaut, erbaut um 1800. | 30900710 | BW   |

## Ottendorf

### Einzelbaudenkmale
| Lage                                      | Bezeichnung              | Beschreibung | ID       | Bild |
| ----------------------------------------- | ------------------------ | --- | -------- | ---- |
| Rickstücken 3 53° 25′ 32″ N, 9° 25′ 50″ O | Wohn-/Wirtschaftsgebäude | Giebelständiges Zweiständerhaus mit reetgedecktem Satteldach in Fachwerkbauweise, teilweise massiv erneuerte Wandabschnitte, errichtet 1779. | 30900859 | BW   |

## Wangersen

### Einzelbaudenkmale
| Lage                                           | Bezeichnung              | Beschreibung | ID       | Bild |
| ---------------------------------------------- | ------------------------ | --- | -------- | ---- |
| Alte Schulstraße 5 53° 21′ 57″ N, 9° 25′ 34″ O | Wohn-/Wirtschaftsgebäude | Zweiständerbau in Fachwerk mit Backsteinausfachung, unter Satteldach. Errichtet 1817 (i), transloziert innerhalb von Wangersen 1992 (alte Adresse: Turmstraße 6).                                              | 30900898 |      |
| Turmstraße 4 53° 21′ 50″ N, 9° 25′ 29″ O       | Wohn-/Wirtschaftsgebäude | Giebelständiges Zweiständerhaus mit reetgedecktem Halbwalmdach in Fachwerkbauweise, gänzlich zu Wohnzwecken ausgebaut, erbaut um 1800.                                                                         | 30900917 | BW   |
| Dorfstraße 11 53° 21′ 56″ N, 9° 25′ 39″ O      | Gasthof zur Post         | Traufständiger, eingeschossiger Backsteinbau mit Elementen des Jugendstils, verputzter oberer Teil, Zwerchhaus an der Straßenseite, rundbogige Fenster, mit Ziegeln gedecktes Krüppelwalmdach, errichtet 1911. | 30900879 | BW   |